# Notoxus serratus
Notoxus serratus är en skalbaggsart som först beskrevs av Leconte 1847.  Notoxus serratus ingår i släktet Notoxus och familjen kvickbaggar. Inga underarter finns listade i Catalogue of Life.